# Pokal Slovenije 2012/13
Der Pokal Slovenije 2012/13 war die 22. Austragung des slowenischen Fußballpokalwettbewerbs der Herren und wurde von NK Maribor durch einen 1:0-Finalerfolg gegen NK Celje gewonnen. Es war die Wiederauflage des Vorjahresfinals, welches ebenfalls von Maribor gewonnen wurde.
Da Maribor wie im Vorjahr bereits über die Slowenische Liga für die UEFA Champions League 2013/14 qualifiziert war, startete Celje in der 1. Qualifikationsrunde der Europa League.

## Teilnehmer
| Nogometna Liga 2011/12     |
| -------------------------- |
| NK Maribor                 |
| NK Olimpija Ljubljana      |
| ND Mura 05                 |
| FC Luka Koper              |
| ND HIT Gorica              |
| NK Rudar Velenje           |
| NK Domžale                 |
| NK Celje                   |
| ND Triglav Gorenjska Kranj |
| NK Nafta Lendava           |

| Sieger des Regionalpokals | Sieger des Regionalpokals         |
| ------------------------- | --------------------------------- |
| MNZ Celje                 | ND Dravinja, NK Šmarje pri Jelšah |
| MNZ Koper                 | NK Cerknica, NK Ankaran Hrvatini  |
| MNZG Kranj                | NK Jesenice, NK Šenčur            |
| MNZ Lendava               | NK Odranci, NK Turnišče           |
| MNZ Ljubljana             | NK Bela krajina, NK Kamnik        |
| MNZ Maribor               | NK Pesnica, NK Dravograd          |
| MNZ Murska Sobota         | NK Tromejnik, NK Šalovci          |
| MNZ Nova Gorica           | NK Tolmin, NK Brda Dobrovo        |
| MNZ Ptuj                  | NK Aluminij, NK Zavrč             |

## Modus
In den ersten beiden Runden wurde der Sieger in einem Spiel ermittelt. Stand es nach der regulären Spielzeit von 90 Minuten unentschieden, kam es zur Verlängerung von zweimal 15 Minuten und falls danach immer noch kein Sieger feststand zum Elfmeterschießen.
Mannschaften, die sich aus dem gleichen Regionalpokal qualifiziert hatten, konnten in den beiden ersten Runden nicht aufeinander treffen. Unterklassige Teams hatten bis zum Achtelfinale Heimrecht. Im Viertel- und Halbfinale wurden die Sieger in Hin- und Rückspiel ermittelt.

## 1. Runde
| Datum                 |                      | Ergebnis               |                            |
| --------------------- | -------------------- | ---------------------- | -------------------------- |
| 21.08.2012, 17:00 Uhr | NK Jesenice          | 00:3 1                 | NK Zavrč                   |
| 21.08.2012, 17:00 Uhr | NK Šalovci           | 1:6                    | ND HIT Gorica              |
| 22.08.2012, 17:00 Uhr | NK Pesnica           | 1:2                    | NK Domžale                 |
| 22.08.2012, 17:00 Uhr | NK Brda Dobrovo      | 1:1 n. V., (8:7 i. E.) | NK Šenčur                  |
| 22.08.2012, 17:00 Uhr | NK Dravograd         | 1:3                    | NK Rudar Velenje           |
| 22.08.2012, 17:00 Uhr | NK Tromejnik         | 0:2                    | FC Luka Koper              |
| 22.08.2012, 17:00 Uhr | NK Šmarje pri Jelšah | 2:4                    | NK Aluminij                |
| 22.08.2012, 17:00 Uhr | NK Odranci           | 3:2                    | NK Bela krajina            |
| 22.08.2012, 17:00 Uhr | NK Turnišče          | 0:8                    | NK Ankaran Hrvatini        |
| 22.08.2012, 17:00 Uhr | NK Kamnik            | 1:3                    | ND Dravinja                |
| 22.08.2012, 17:00 Uhr | NK Cerknica          | 0:3                    | ND Triglav Gorenjska Kranj |

## Achtelfinale
In dieser Runde stiegen die vier Europacup-Teilnehmer NK Maribor, NK Olimpija Ljubljana, ND Mura 05, NK Celje, sowie der NK Tolmin ein. Letztgenannter hatte ein Freilos in der 1. Runde wegen des Rückzugs des Erstligisten NK Nafta Lendava bekommen.
| Datum                 |                     | Ergebnis               |                            |
| --------------------- | ------------------- | ---------------------- | -------------------------- |
| 19.09.2012, 16:00 Uhr | ND Mura 05          | 0:3                    | NK Olimpija Ljubljana      |
| 19.09.2012, 16:00 Uhr | NK Tolmin           | 1:4                    | ND HIT Gorica              |
| 19.09.2012, 16:00 Uhr | NK Dravinja         | 2:1                    | NK Domžale                 |
| 19.09.2012, 17:00 Uhr | NK Aluminij         | 1:1 n. V., (4:3 i. E.) | NK Rudar Velenje           |
| 19.09.2012, 16:00 Uhr | NK Brda Dobrovo     | 0:3                    | NK Celje                   |
| 19.09.2012, 16:00 Uhr | NK Odranci          | 0:2 n. V.              | ND Triglav Gorenjska Kranj |
| 19.09.2012, 17:00 Uhr | NK Ankaran Hrvatini | 0:3                    | FC Luka Koper              |
| 31.10.2012, 19:00 Uhr | NK Zavrč            | 0:2                    | NK Maribor                 |

## Viertelfinale
Die Hinspiele fanden am 24. Oktober 2012 und am 27. Februar 2013 statt, die Rückspiele am 31. Oktober und 21. November 2012 sowie am 6. März 2013.
|                            | Gesamt |               | Hinspiel | Rückspiel |
| -------------------------- | ------ | ------------- | -------- | --------- |
| ND Triglav Gorenjska Kranj | 2:1    | FC Luka Koper | 0:1      | 2:0 n. V. |
| NK Aluminij                | 3:2    | ND HIT Gorica | 1:2      | 2:0       |
| NK Celje                   | 3:0    | NK Dravinja   | 2:0      | 1:0       |
| NK Olimpija Ljubljana      | 2:3    | NK Maribor    | 1:3      | 1:0       |

## Halbfinale
Die Hinspiele fanden am 1. Mai 2013 statt, die Rückspiele am 8. Mai 2013.
|                            | Gesamt    |            | Hinspiel | Rückspiel |
| -------------------------- | --------- | ---------- | -------- | --------- |
| ND Triglav Gorenjska Kranj | 2:5       | NK Maribor | 2:2      | 0:3       |
| NK Aluminij                | (a)1:1(a) | NK Celje   | 1:1      | 0:0       |

## Finale
| Paarung        | NK Maribor – NK Celje |
| Ergebnis       | 1:0 (0:0) |
| Datum          | 29. Mai 2013 um 20:15 Uhr |
| Stadion        | Stadion Bonifika, Koper |
| Zuschauer      | 1.500 |
| Schiedsrichter | Matej Jug |
| Tore           | 1:0 Agim Ibraimi (44.) |
| NK Maribor     | Jasmin Handanovič – Mitja Viler, Arghus, Nejc Potokar, Martin Milec – Dejan Mezga, Goran Cvijanovič (79. Željko Filipović), Aleš Mertelj, Agim Ibraimi – Marcos Tavares , Robert Berić Cheftrainer: Darko Milanič                  |
| NK Celje       | Matic Kotnik – Miha Korošec, Marko Krajcer, Mitja Žitko, Sebastjan Gobec – Blaž Vrhovec, Miha Zajc – Alexander Srdić (61. Nejc Plesec), Benjamin Verbič, Gregor Bajde (76. Aleksandar Bajić) – Andraž Žurej Cheftrainer: Miloš Rus |
| Gelbe Karten   | keine – Blaž Vrhovec, Benjamin Verbič, Nejc Plesec |